# Мушак Олексій Петрович
Олексій Петрович Мушак (нар. 28 лютого 1982, м. Київ) — політик, громадський діяч, волонтер, депутат Верховної Ради України VIII скликання. Лібертаріанець, прихильник розширення прав і свобод громадян та зменшення впливу держави на економічне і соціальне життя в країні. Один з ініціаторів створення міжфракційного об'єднання «ЄвроОптимісти».
Входить в склад Комітету Верховної Ради України з питань аграрної політики та земельних відносин, послідовно і системно виступає за створення ринку сільськогосподарських земель в Україні. Член Тимчасової спеціальної комісії Верховної Ради України з питань майбутнього. Радник прем'єр-міністра Олексія Гончарука з економічних питань.

## Біографія
Олексій Мушак народився у київській родині заслуженого лікаря України Світлани Мушак та кандидата біохімічних наук Петра Мушака.
Закінчив Український фізико-математичний ліцей при Київському національному університеті імені Тараса Шевченка. Вищу освіту здобув в Інституті прикладного системного аналізу (ІПСА) Київського національного технічного університету «Київський політехнічний інститут».
Володіє англійською мовою. Займався баскетболом, має спортивний розряд по плаванню.
Після навчання працював в аналітичних структурах фінансових, спортивних, політичних компаній і організацій.
2005—2007 роки — політичний експерт Інституту національної стратегії (2005—2007). У 2008 році увійшов до ТОП-50 аналітиків України за версією Reuters Thomson.
Займався підприємництвом — організував бізнес у сфері роздрібної торгівлі, мав проєкти в сфері майнінгу криптовалюти Bitcoin. Було визнано одним з кращих підприємців Голосіївського району міста Києва.
Олексій Мушак є двоюрідним братом власника одного з найбільших агрохолдингів країни «Кернел» — Андрія Веревського.

## Політичні погляди
Прихильник лібертаріанства — мінімізації втручання держави в економіку та максимізації свобод кожного члена суспільства. Вбачає в цих ідеях шлях до економічного успіху України. Орієнтований на активізацію співпраці з США та вступу України до НАТО, співпрацює з європейськими програмами технічної допомоги України, зокрема, TWINNING для розвитку аграрного сектора. 2016 року брав участь в Українському сніданку [Архівовано 15 лютого 2016 у Wayback Machine.] на полях Всесвітнього економічного форуму в Давосі (Швейцарія).

## Політична діяльність
У 2014 році був обраний народним депутатом України, балотувався за списками Блоку Петра Порошенко.
Топ-пріоритетами у своїй політичній діяльності вважає розширення прав і свобод громадян, перепрошивку держави та переведення всіх державних сервісів в онлайн, запуск ринку сільськогосподарських земель в Україні.
Був одним з ініціаторів створення міжфракційного об'єднання «ЄвроОптимісти», мета якого — координація парламентської роботи молодих політиків різних фракцій задля модернізації України і проведення реформ. Співкоординатор МФО «Єврооптимісти у 2016—2018 роках.
За час роботи у Верховній Раді України VIII скликання став співавтором 121 законопроєкту, 15 з яких було ухвалено; підготував 522 поправки в законопроєкти, а також 222 запити та звернення.
Головні досягнення
- робота над законом «Про електронні довірчі послуги», старт відмови від паперу у відносинах з державою та переходу в онлайн (Mobile ID та Bank ID);
- скасування 22 дозвільних документів для аграріїв, стимулювання конкуренції і зниження цін на продукти харчування;
- рух назустріч ринку землі — інформаційна кампанія, подання в Конституційний суд щодо скасування мораторію на продаж земель сільськогосподарського призначення, робота над створенням широкої коаліції прихильників ринку.

Олексій Мушак переконаний, що Україні для швидких змін потрібно здійснити декілька важливих кроків.
Серед них — запустити ринок землі; легалізувати тіньові бізнеси (видобуток бурштину, онлайн-казино, медичну марихуану, криптовалюту); запровадити „нульову“ декларацію; створити нову угоду між громадянином та державою і чітко визначити права та обов'язки обох сторін; збільшити доходи від рентних платежів і запровадити цивілізований ринок ліцензій на видобуток корисних копалин; перетворити державний сектор на полігон для випробовування новітніх підходів і технологій, які генерує український бізнес.
Земельне питання і реформа АПК
Олексій Мушак вважає, що Україна має створити ринок сільськогосподарських земель і провести реформу агропромислового комплексу України. На його думку, це дасть можливість залучити близько $10 млрд інвестицій протягом найближчих двох-трьох років. Ці кошти докорінно змінять існуючий зараз в Україні бізнесовий ландшафт і стануть драйвером позитивних змін — збільшиться пропозиція сільськогосподарських товарів, курс гривні стане більш стабільним і прогнозованим.
Натомість відсутність ринку сільськогосподарських земель стимулюватиме корупцію та її приховану приватизацію через тіньові схеми. 
У 2017 році Олексій Мушак ініціював звернення групи з 55 народних депутатів до Конституційного Суду з питання скасування мораторію на продаж земель сільгосппризначення. Наразі він веде системну роботу щодо ліквідації мораторію.
Олексій Мушак реалізував ряд інших ініціатив в АПК. Зокрема, став співавтором закону «Про внесення змін до деяких законодавчих актів України щодо дерегуляції в агропромисловому комплексі» (реєстраційний номер 867-VIII, ухвалений 08.12.2015 року). Законом скасовано 22 дозволи та обов'язкові процедури для сільськогосподарських виробників відповідно до стандартів та практик Європейського Союзу. Введене законом спрощення реєстрації добрив послабило монопольне становище компанії Ostchem та знизило ціни внаслідок появи конкуренції.
Очолював робочу групу «Управління ресурсами в сільському господарстві» в рамках розробки Єдиної комплексної стратегії розвитку сільського господарства та сільських територій на 2015—2020 роки (спільний проєкт Європейської комісії та Міністерства аграрної політики України). Документ містить стратегічні завдання та перелік так званих «швидких перемог» щодо боротьби з корупцією та зменшенням необґрунтованої зарегульованості АПК.
Легалізація ринку криптовалют в Україні
Олексій Мушак є співавтором законопроєкту № 9083 Про внесення змін до Податкового кодексу щодо оподаткування операцій з віртуальними активами в Україні», метою якого є легалізація та регулювання ринку криптовалют в Україні.
Законопроєкт вводить такі поняття як віртуальні активи, токен, токен-актив, криптовалюта, емітент віртуального активу, майнінг, операції з віртуальними активами, прибуток від операцій з віртуальними активами.
В документі пропонується ввести стимулююче оподаткування для ринку криптовалют.
Зокрема, відповідно до законопроєкту оподатковуватимуться виключно операції з обміну віртуальних активів на валютні цінності, тобто на традиційні гроші. І не підлягатимуть оподаткуванню операції з обміну віртуального активу одного виду на інший.
Крім того, для підприємств буде встановлена пільгова ставка оподаткування прибутку (доходу) від операцій з продажем віртуальних активів — на рівні 5 % до 2024 року.
Олексій Мушак першим з народних депутатів задекларував біткойни.

## Громадська діяльність і волонтерство
2007—2014 — координатор екологічних проєктів, а з 2010 року голова правління міжнародного благодійного фонду «Україна! Я за тебе! [Архівовано 14 січня 2017 у Wayback Machine.]». За цей час фонд «Україно! Я за тебе!» реалізував десятки екологічних, освітніх, спортивних, соціальних та благодійних проєктів. Серед них проєкти «Посади дерево», «Чисте місто», «Озеленимо планету разом», «Здорові діти», «Інтелектуальна міць України» та багато інших.
Олексій Мушак був активним учасником Революція Гідності.
З початку військової агресії проти України в Криму та на Сході України Фонд одним з перших волонтерських організацій розпочав надання допомоги Збройним Силам. Першу допомогу військовим було надано 7 березня 2014 року. Допомога військовим велася у рамках проєкту «Повертайся живим».  Мета проєкту – збір коштів на засоби безпеки, одяг, технічне обладнання, продукти харчування, ліки, засоби гігієни українським військовим та іншим силовим структурам, які беруть участь в Антитерористичній операції у східних регіонах України.
Для допомоги учасникам АТО було зібрано 18 мільйонів 914 тисяч 796 гривень.
За волонтерську діяльність Олексій Мушак був нагороджений почесним знаком від Генерального штабу Збройних Сил України «За заслуги перед Збройними силами України» та медаллю «За службу і сумлінне виконання заходів мобілізації», грамотою від спецпідрозділу «Альфа» (СБУ).

## Позиція щодо реінтеграції Донбасу
Мирно повернути Донбас можна лише до економічно успішної країни. У ближчому майбутньому найбільш реалістично не зупинити, а заморозити конфлікт. Політичний вектор політики національної безпеки для України — прискорена євроатлантична інтеграція.  
«Замороження конфлікту» на сході дасть змогу зміцнити армію — депутат від «Блоку Порошенка» [Архівовано 25 квітня 2015 у Wayback Machine.]: «Ми отримали конфлікт на 10-20 років. У законопроєкті, за який ми проголосували, „особливий статус“ пропонується всього на 3 роки після того, як будуть виведені всі війська, як буде допущена місія ОБСЄ… Це рішення — це перший посил, що ми готові до мирного вирішення, ми готові до „замороження“ конфлікту, і ми готові зробити так, щоб проблеми були не у всій Україні, а в східній частині України, і цю східну частину України ми будемо контролювати фортифікаційними спорудами, ми будемо деякі речі робити, щоб якась неприємність, хаос, озброєні люди і всі інші були тільки на окремих територіях окремих районів Луганської і Донецької областей».

## Критика
Олексія Мушака регулярно критикують за його ліберальні ініціативи переважно політики, які виступають за посилення ролі держави в економіці. 
У 2017 році Сергій Каплін намагався не пустити Олексія Мушака в приміщення Конституційного суду України для передачі подання народних депутатів щодо скасування мораторію на продаж земель сільськогосподарського призначення.
За позицію по земельній реформі Олексія Мушака критикували представники Радикальної партії України та інших парламентських сил, які виступають проти ринку землі.
У 2019 році народний депутат зазнав критики з боку деяких блогерів та політиків за його ініціативу про можливе скасування пенсій. 
Сам Олексій Мушак пояснив, що ми маємо чесно і щиро зізнатися, що ми можемо собі дозволити, а що ні, і жити відповідно до коштів. Як один з шляхів вирішення проблеми значного дефіциту Пенсійного фонду він запропонував розглянути азійський варіант, коли скасовуються пенсії в обмін на економічне зростання.
В одному з ефірів національного телеканалу Олексій Мушак мав гостру дискусію з Наталією Королевською на тему соціально-економічної політики та скасування пенсій. У відповідь Мушак звинуватив Королевську в популізмі.

## Нагороди
- Медаль «За службу і сумлінне виконання заходів мобілізації».
- Нагрудний почесний знак від Генерального штабу ЗСУ «За заслуги перед збройними силами України».